# Cantó de Périers
El cantó de Périers és un cantó francès del departament de la Manche, situat al districte de Coutances. Té 12 municipis i el cap es Périers.

## Municipis
- Baupte
- Feugères
- Gonfreville
- Gorges
- Marchésieux
- Nay
- Périers
- Le Plessis-Lastelle
- Saint-Germain-sur-Sèves
- Saint-Jores
- Saint-Martin-d'Aubigny
- Saint-Sébastien-de-Raids

## Història
| Data d'elecció                           | Identitat        | Partit        | Qualitat |
| ---------------------------------------- | ---------------- | ------------- | -------- |
| 1945-1955                                | François Leconte | Divers droite |          |
| 1955-1966                                | Robert Schmitt   | MRP           |          |
| 1966-1975                                | Lucien Radier    | CD            |          |
| 1975-1985                                | Raymond Burckart | RPR           |          |
| 1985-1992                                | Michel Ciubucciu | Divers droite |          |
| 1992-1998                                | Didier Lecerf    | Divers droite |          |
| 1998-2004                                | Léon Ourry       | Divers gauche |          |
| 2004-                                    | Hubert Lenormand | Divers droite |          |
| les dades anteriors no són pas conegudes |                  |               |          |
|                                          |                  |               |          |

## Demografia
| A partir de 1990: Població sense dobles comptes |